# Kálium-dikromát
A kálium-dikromát (vagy kálium-bikromát) egy szervetlen vegyület, a szabad állapotban nem ismeretes dikrómsav káliumsójának tekinthető. A képlete K2Cr2O7. Narancsvörös színű kristályokat alkot. Íze fanyar, fémes. A vizes oldata enyhén savas kémhatású. Erős méreg. Főként oxidálószerként és az analitikai kémiában alkalmazzák.

## Kémiai tulajdonságai
A kálium-dikromát magas hőmérsékletre hevítve elbomlik, oxigén fejlődik.
{\displaystyle \mathrm {4\ K_{2}Cr_{2}O_{7}\rightarrow 4\ K_{2}CrO_{4}+2\ Cr_{2}O_{3}+3\ O_{2}} }
Savak hatására krómsav szabadul fel belőle.
{\displaystyle \mathrm {K_{2}Cr_{2}O_{7}+H_{2}SO_{4}\rightarrow K_{2}SO_{4}+H_{2}CrO_{4}} }
{\displaystyle \mathrm {H_{2}Cr_{2}O_{7}+H_{2}O\rightarrow 2\ H_{2}CrO_{4}} }
Szalmiákszesz (ammónium-hidroxid) hatására kálium-kromáttá alakul
K2Cr2O7+2NH4OH = H2O+K2CrO4+(NH4)2CrO4
Erős oxidálószer, különösen savas kémhatású közegben. Jódot szabadít fel a kálium-jodidból. Króm(III)-vegyületekké alakul redukálószerek hatására, például kénsav jelenlétében kén-dioxid hatására króm(III)-szulfát keletkezik.

## Élettani hatása
Erősen mérgező. Kis mennyiségben tüsszentést, orrvérzést, nagyobb mennyiségben hányást, szédülést hidegrázást okozhat. A bőrrel érintkezve fekélyeket okozhat, rákkeltő (karcinogén).

## Előállítása
A kálium-dikromát gyártása krómvaskőből (Cr2O3 · FeO) indul ki. Ezt égetett mésszel keverik és izzítják, és így kalcium-kromátot nyernek. Ezt kálium-karbonáttal kálium-kromáttá alakítják.
{\displaystyle \mathrm {CaCrO_{4}+K_{2}CO_{3}\rightarrow K_{2}CrO_{4}+CaCO_{3}} }
A kalcium-karbonátot leszűrik, majd a kálium-kromátot az oldat megsavanyításával kálium-dikromáttá alakítják.
{\displaystyle \mathrm {K_{2}CrO_{4}+H_{2}SO_{4}\rightarrow K_{2}SO_{4}+H_{2}CrO_{4}} }
{\displaystyle \mathrm {K_{2}CrO_{4}+H_{2}CrO_{4}\rightarrow K_{2}Cr_{2}O_{7}+H_{2}O} }
A sót végül kikristályosítják az oldat bepárlásával.

## Felhasználása
Fa pácolására, illetve bőrcserzésre használják. A szerves vegyiparban oxidálószer. Az analitikai kémiában a bárium és az ólom sóinak, illetve a hidrogén-peroxid kimutatására használják. Hidrogén-peroxiddal ugyanis kénsav jelenlétében sötétkék színű CrO5-dá alakul.